# 沙鸟属
沙鸟（学名：Elsornis）是反鸟亚纲的一个属，生存于晚白垩世。只有一个已知物种：肯氏沙鸟（Elsornis keni），所知于蒙古戈壁沙漠发现的一具关节部分连接的骨骼。
正模标本编号为MPD - b 100/201，收藏于蒙古古生物学中心。该化石收集于南戈壁省的Togrogiin Shiree，出土于晚白垩世坎帕期的德加多克塔组。
化石保存完好，呈三维状态。其中保存了带有空腔的叉骨，这是以前未在反鸟类身上发现过的特征。Chiappe等人（2007年）根据沙鸟胸骨的比例推测其不会飞或几乎不会飞。它可能像始祖鸟一样滑翔，并爬在树上寻找地面上的猎物。若非如此，沙鸟也可能会在地面上捕食小型脊椎动物及昆虫。沙鸟可能有着无锯齿的小型牙齿用于狩猎，或可能用于清理其它掠食者留下的尸体。
Atterholt等人2018年的研究将沙鸟归入鸟龙鸟科。

## 词源
属名取自蒙古语Els（沙）及希腊语ornis（鸟），种名致敬Ken Hayashibara。